# Картари (Империја)
Картари је насеље у Италији у округу Империја, региону Лигурија.
Према процени из 2011. у насељу је живело 33 становника. Насеље се налази на надморској висини од 619 м.